# Курляндское епископство
Курляндское епископство (также Курляндская епископия; независимое в 1234—1559 годах, в 1559—1585 годах территория перешла к Дании, после 1585 года — к Речи Посполитой) — духовное княжество в Ливонской Конфедерации (в западной части современной республики Латвия), созданное в историко-культурной области Курония, после 1234 года в ходе походов германских крестоносцев, целью которых было завоевание и насильственная христианизации местных прибалтийских племён (курши, ливы и т. д.). Верховными руководителями княжества были немецкие епископы и приближённое к ним немецкое духовенство, эксплуатировавшее местных крестьян. Параллельно большую часть курляндских земель включил в свой состав собственно военный Ливонский орден, а затем (в 1562—1795 годах) герцогство Курляндия и Семигалия, имевшее уже светский характер и управлявшееся немецкими помещиками-баронами.

## История
Территория Курляндского епископства создавалась стихийно в ходе прибалтийских крестовых походов и поначалу включала в себя три анклава (Пилтенский, Айзпутский и Сакаслейский), в том числе и Ливский берег и стратегически важный мыс Домеснес, контролировавший Ирбенский пролив у входа в Рижский залив. Столицей епископии стал город Пильтен. Между отдельными духовными уездами пролегали полосы рыцарских владения Ливонского ордена. Необходимость дальнейшей колонизации и сохранения завоёванных земель побуждала архиепископа привлекать новые группы немецких феодалов на территорию епископства. В результате к середине XVI столетия около 60 % земель епископства контролировали светские бароны-вассалы. В этот период активное наступление на Прибалтику начала Речь Посполитая. В поисках надёжного союзника местные феодалы пошли на сближение с Данией.

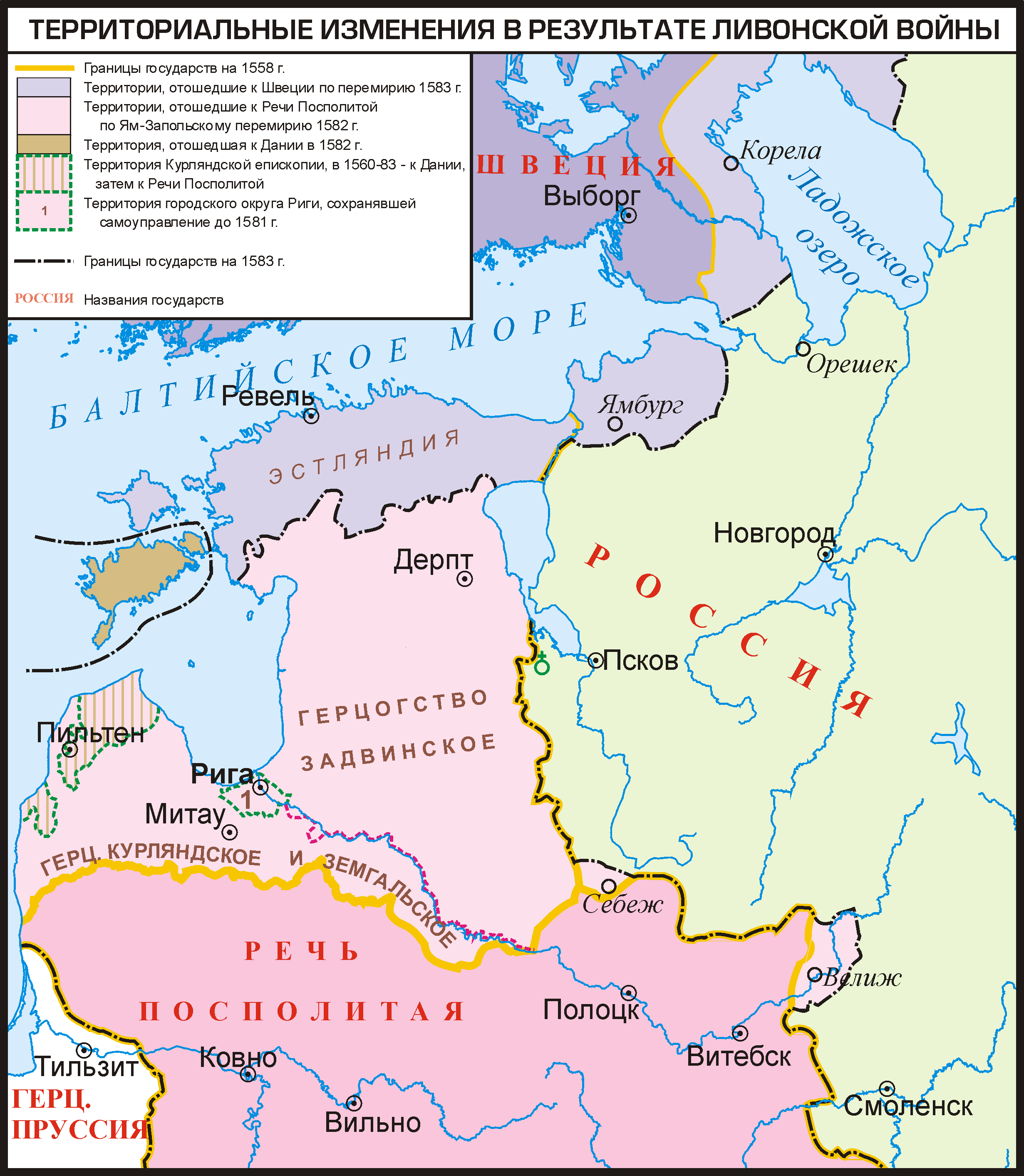
Курляндское епископство во второй половине XVI века

В сентябре 1559 года епископ Иоганн Мюнхгаузен вынужден был продать епископские территории датскому королю Фредерику II, который в свою очередь передал их как апанаж своему брату Магнусу. Аннексия епископии позволила Дании вновь укрепиться в Прибалтике и захватить крупный остров Сааремаа на противоположной стороне Ирбенского пролива.
Тем временем дни ослабевшего Ливонского ордена были сочтены. Ям-Запольское перемирие 1582 года закрепило победу польско-литовского союза над германскими феодалами. В результате завоеваний датские земли бывшей епископии оказались в кольце польско-литовских владений, оказывавших на них значительное военное давление. В эти же годы определённое сопротивление Речи Посполитой продолжал оказывать Вольный город Рига, также ставший немецким анклавом в польско-литовском государстве. Через год, после смерти Магнуса в 1583 году, из-за епископии начался военный конфликт между Данией и Речью Посполитой. Будучи не в состоянии более финансировать свои военные авантюры в Прибалтике, в 1585 году датчане продали земли бывшего епископства за 30 тысяч талеров Речи Посполитой. На территории епископства была образована Пилтенская область, которая подчинялась непосредственно польскому королю. В 1656—1717 годах Пилтенская область входила в состав Курляндского герцогства. В 1795 году Пилтенская область и Курляндское герцогство вошли в состав Российской империи.